# Лостин (Орегон)
Лостин (англ. Lostine) — город, расположенный в округе Уаллауа штата Орегон, США. Население составляло 213 человек по переписи 2010 года.

## История
Лостин был назван по одноимённому месту в округе Чероки (штат Канзас), которое в 1870-х годах служило местом недолгого почтового отделения для фермеров. Почтовое отделение в Лостине появилось в августе 1878 года. Кадастровый план города был создан в 1884 году.

## География
Лостин расположен в северо-восточном Орегоне к востоку от гор Уаллауа на автодороге штата Орегон № 82 примерно на полпути между городами Уаллауа и Энтерпрайз. Рядом протекает река Лостин, приток реки Уаллауа. 
По данным Бюро переписи населения США, город имеет общую площадь 2,0 км², средняя высота города составляет 1 000 м над уровнем моря.

### Климат
Этот климатический регион характеризуется большой сезонной разницей температур, с тёплым или жарким (и часто влажным) летом и холодной (иногда очень холодной) зимой. Согласно системе классификации климата Кёппена, в Джозефе влажный континентальный климат.

## Транспорт
- Автодорога штата Орегон № 82.

## Галерея

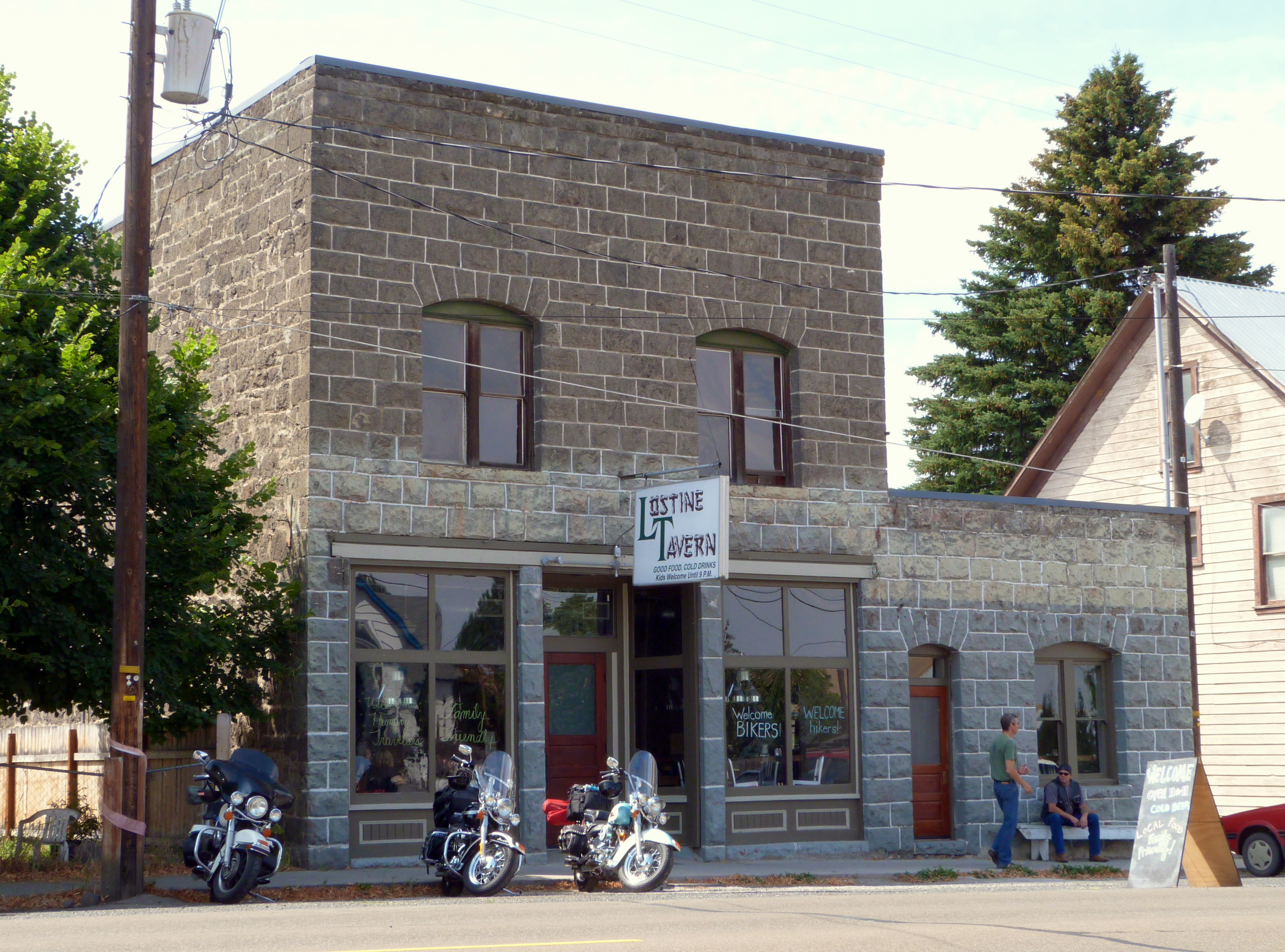
Историческое здание таверны «Лостин»
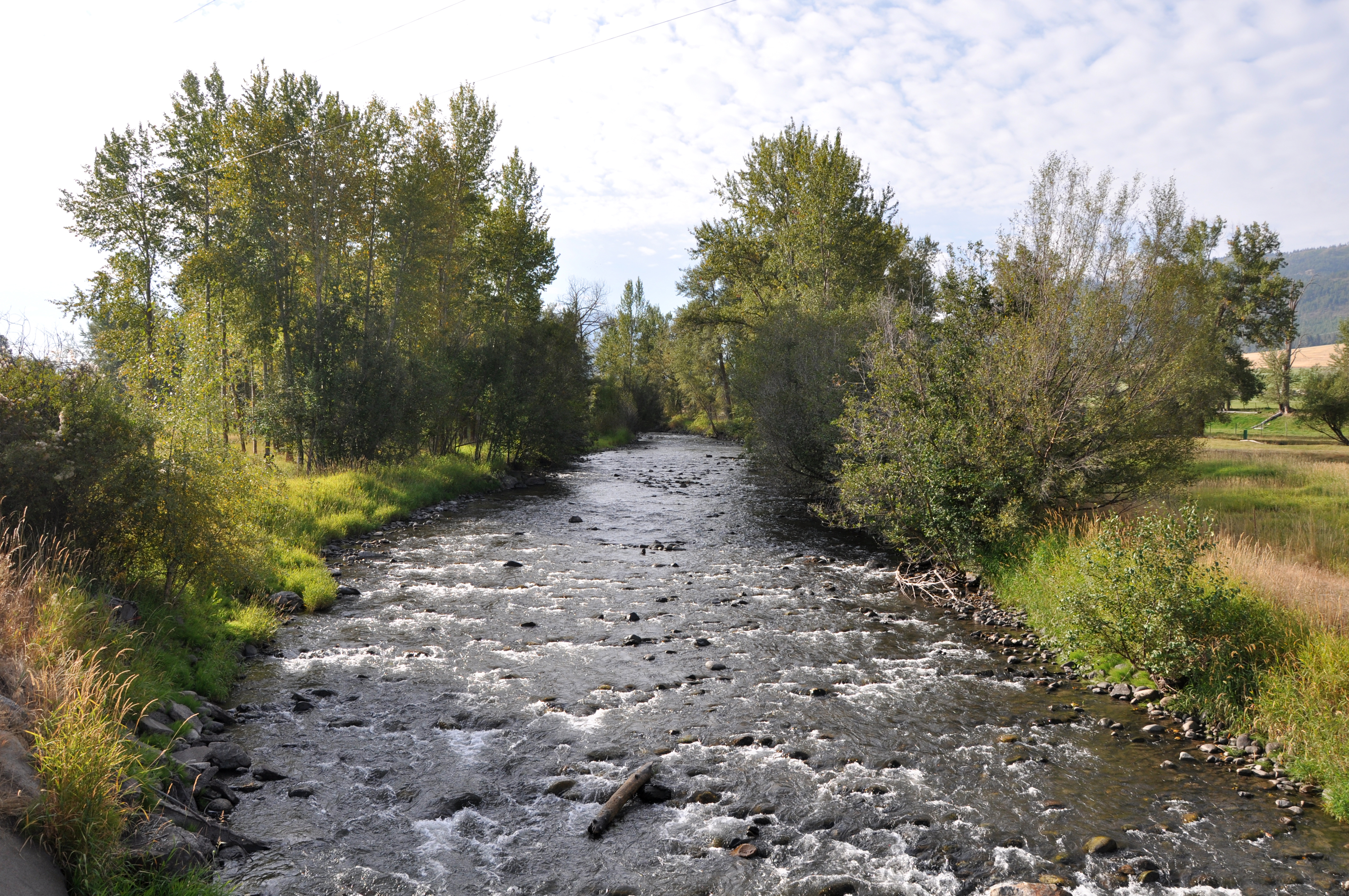
Река Лостин